# Кот Джулиус
Кот Джулиус (англ. Julius the Cat) — антропоморфный кот, герой мультфильмов, созданный Уолтом Диснеем и впервые появившийся в сериале Alice Comedies. Среди персонажей Диснея является предшественником Кролика Освальда и Микки Мауса. Кот преднамеренно изображался похожим на своего предшественника — Кота Феликса, героя мультфильмов Пэта Салливана и Отто Мессмера. В Alice Comedies кот постепенно стал основным героем, и впоследствии Дисней отказался от совмещения рисунков и живых съёмок в пользу чистой анимации.
Джулиус первым из анимированных героев Диснея противостоял Питу, ставшему самым продолжительно используемым персонажем студии.
В честь кота Джулиуса названы магазины Julius Katz на улице Буэна-Виста в парке Disney California Adventure.

## История

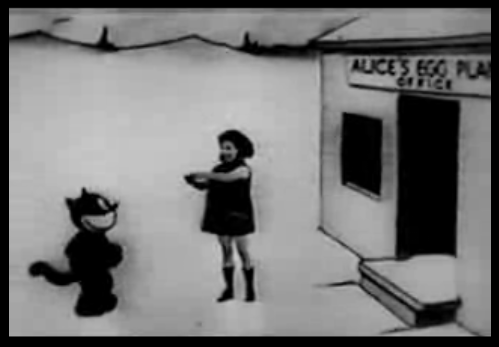
Джулиус и Алиса (Энн Ширли) в сцене из мультфильма «Яйцефабрика Алисы» (1925)

Ещё безымянным, персонаж появлялся в восьми из десяти анимационных короткометражек, созданных первой студией Диснея, Laugh-O-Gram. Последней из этих лент была пилотная серия Alice Comedies — «Страна чудес Алисы»:14. В серии «Алиса-миротворец» (1924) кот получил имя Майк, но затем, с серии «Яйцефабрика Алисы» (1925), его стали звать Джулиус. Кот стал первым анимированным персонажем Уолта Диснея, получившим собственное имя:302. Основной причиной введения персонажа было требование продюсера Чарльза Минц иметь как можно больше визуальных шуток:14. Поскольку семилетняя Вирджиния Дэвис, сыгравшая Алису, не могла исполнить сложную комическую роль, ей требовался партнёр, которым и стал Джулиус:14. На протяжении сериала кот всё сильнее перетягивал на себя внимание, становясь главным героем вместо сыгранной живыми актрисами Алисы.
С первых серий Alice Comedies Джулиус демонстрирует исключительную полезность своего хвоста, используя его различными способами:15. Также Дисней неоднократно обыгрывал расхожее выражение о девяти жизнях кошки. В фильме «Алиса-миротворец» он Джулиус действует вместе с мышью по имени Айк (предшественником Микки Мауса). А в фильме «Алиса разгадывает загадки» Джулиус впервые вступает в противостояние с будущим долговременным соперником диснеевских героев — Питом. Позже, в серии «Алиса выбирает чемпиона», Джулиус побеждает его на боксёрском ринге.
Иногда кот появлялся в диснеевских комиксах, где при переводе на итальянский носил имя Мио Мяо (итал. Mio Miao), а при переводе на шведский — Отто (швед. Otto).

## Описание
Джулиус смелый, находчивый и изобретательный. Часто играет роль героя, спасая Алису из беды. Его хвост способен отсоединяться от тела и превращаться в различные предметы: дубинку, кран, моноцикл, лестницу и так далее. Благодаря искусству Аба Айверкса, анимация кота мягкая и плавная.

## Сходство с Феликсом
На заре анимационного кино Кот Феликс, созданный в 1919 году Пэтом Салливаном и Отто Мессмером, стал образцом успешного рисованного персонажа. Сходство Джулиуса с Феликсом было не случайным: Маргарет Уинклер, занимавшаяся распространением мультфильмов, убедила Диснея скопировать повадки Кота Феликса, права на мультфильмы с которым были ей утрачены незадолго до этого. Она сотрудничала со студией Салливана, но из-за постоянных споров договор был расторгнут, и Уинклер была вынуждена обратиться к Диснею, чтобы восполнить потерю. Как и Феликс, Джулиус ходил на двух ногах и умел отсоединять свой хвост. Когда он оказывался в затруднительном положении, над его головой появлялись вопросительные знаки. В 1994 году The New York Times прямо охарактеризовала Джулиуса как «бесстыдный клон… начиная от внешнего вида… и заканчивая отсоединяемыми частями тела».

## Наследие

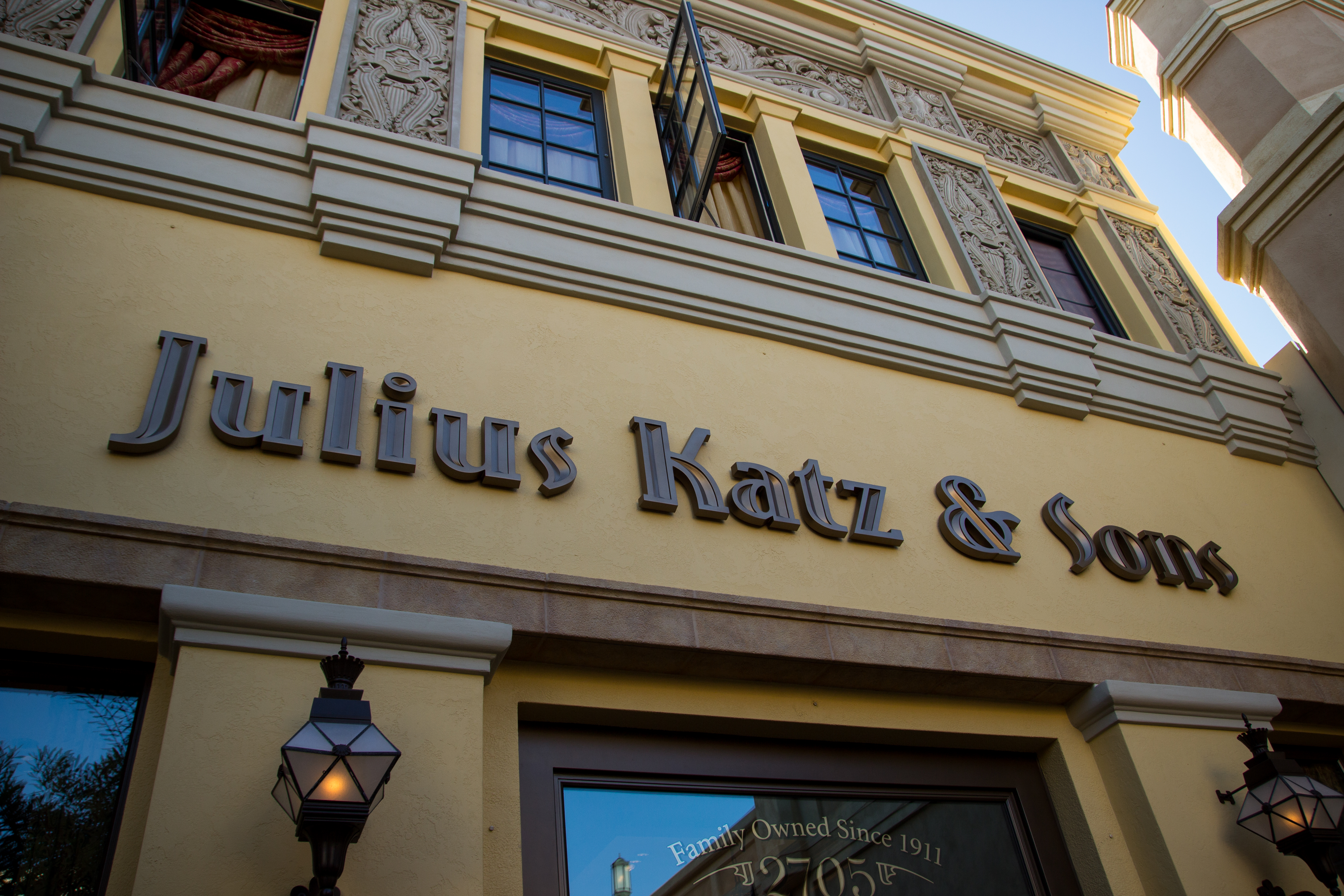
Магазин Julius Katz & Sons в Disney California Adventure

Многие серии Alice Comedies были переизданы в сборниках, таких как Disney Rarities: Celebrated Shorts: 1920s-1960s м Walt Disney Treasures: The Adventures of Oswald the Lucky Rabbit. В мультфильме о Микки Маусе Runaway Brain есть персонаж, созданный по образцу Пита, но носящий имя Джулиус.
В Disney California Adventureна улице Буэна-Виста находятся магазины Julius Katz Shoe & Watch Repair и Julius Katz & Sons Appliance Repair, которые названы в честь Кота Джулиуса.

## Фильмография
Кот Джулиус появлялся в 57 короткометражных фильмах.

### 1922
- Little Red Riding Hood (без имени)
- The Four Musicians of Bremen
- Jack and the Beanstalk
- Jack the Giant Killer
- Goldie Locks and the Three Bears
- Puss in Boots
- Cinderella

### 1923
- «Страна чудес Алисы» (без имени)

### 1924
- «Алиса на море»
- «Жутковатое приключение Алисы»
- «Подозрительная история Алисы»
- «Алиса-миротворец» (под именем Майк)
- «Алиса охотится в Африке»
- «Алиса и три медведя»
- «Алиса-волынщица»

### 1925
- «Алиса ловит каннибалов»
- «Алиса-тореадор»
- «Алиса и укус пчелы»
- «Алиса разгадывает загадки» (первое появление Пита)
- «Яйцефабрика Алисы» (первое упоминание имени Джулиус)
- «Неудача Алисы»
- «Алиса побеждает на скачках»
- «Алиса выбирает чемпиона»
- «Пони Алисы»
- «Алиса меняет облик»
- «Алиса в клетке»
- «Алиса играет роль Купидона»
- «Алиса в джунглях»

### 1926
- «Алиса на ферме»
- «Гонки на воздушных шарах»
- «Обидчивый сирота Алисы»
- «Маленький парад Алисы»
- «Загадочная загадка Алисы»
- «Алиса очаровывает рыбу»
- «Мартышкин труд Алисы»
- «Алиса на Шерстяном западе»
- «Алиса-пожарник»
- «Алиса топит лёд»
- «Алиса помогает влюблённым»
- «Испанская гитара Алисы»
- «Алиса на скачках»
- «Алиса-дровосек»

### 1927
- «Турнир по гольфу Алисы»
- «Алиса срывает планы пиратов»
- «Алиса на карнавале»
- «Алиса на родео»
- «Алиса-студентка»
- «Автогонки Алисы»
- «Цирковое безумие Алисы»
- «Озорной рыцарь Алисы»
- «Алиса и банда „Три тухлых яйца“»
- «Переплыть канал»
- «Алиса в Клондайке»
- «Шоу лекарств Алисы»
- «Алиса-китобой»
- «Алиса без ума от пляжа»